# 懷嶽片
懷嶽片，贛語九個方言片之一。主要通行於安徽的懷寧、嶽西、潛山、太湖和望江、宿松、東至、石台、貴池的部分地區。

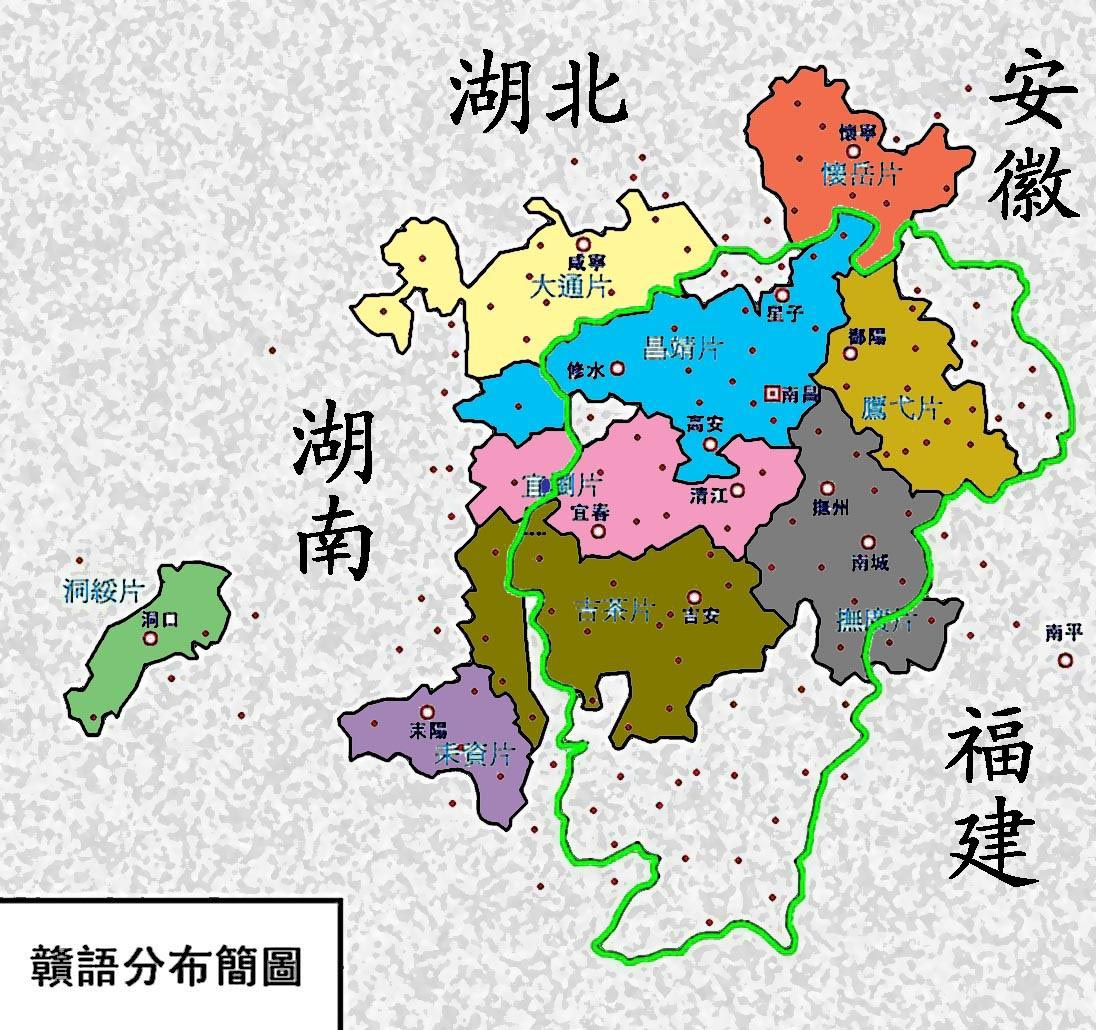
安庆一带方言被归为贛語方言怀岳片

## 特點
- 古入聲和上聲的全濁聲母今讀陽去。
- 古全濁聲母入聲字歸屬陽去，古清聲母入聲字嶽西、宿松、東至今讀作入聲，其他都歸屬陰去。而且通常入聲只有入聲調而沒有入聲韻。

赣语怀岳片赣语九个方言片之一。
　　使用范围　主要通行於安徽的怀宁、潜山、太湖、望江、宿松、东至，和岳西(青天到石关一线以南)、桐城(邻近怀宁的两乡)、石台(县城及西北部)、贵池(西部及东南角)、彭泽部分地区。 
　　特点　1.古入声和上声的全浊声母今读阳去。
　　2.山摄合口一等桓韵和咸摄开口一等覃韵、山摄开口一等寒韵的见组字韵母相同。
　　3.古全浊声母入声字归属阳去。古清声母入声字岳西、宿松、东至今读作入声，其他都归属阴去。而且通常入声只有入声调而没有入声韵。
　　4.古全浊声母今已清化、读塞音、塞擦音时，不论平仄都读送气声母；古寒、桓两韵见溪声母的字今音韵母相同；古咸、衔两韵的端系声母字的韵母今音也相同。有阴平、阳平、阴去、阳去、上声和入声6个声调。
　　现按语音、词汇、语法3个方面的特点，进行比较记述如下

## 语音
一、声 母
　　1、共同点 一是古见系二等字的读法。古见系匣母的蟹摄开口二等字普通话读舌面音[tɕ]、[tɕʰ]、[ɕ]的，区内方言全读舌根音[k]、[kʰ]、[x]。如
　　[tɕ]-[k] 家、夹、介、解、街、窖、角、间、讲；
　　[tɕʰ]-[kʰ]敲、嵌、掐、确、鬈、铅；
　　[ɕ]-[x] 下、虾、瞎、鞋、蟹、苋、项、巷、咸。
　　口语中这一类字还多些，例如“江(~北)、虹、教(~书)、觉(困~)、孝(戴~)、嗅”等字都念[k]、[kʰ]、[x]声母。
　　二是零声母字的分化。古疑母、影母字，普通话读为零声母的区内方言一律分别读为舌面鼻音声母[n]与舌根鼻音声母[ŋ]。如：
　　古疑母的“我、饿、讹、牙、咬、岸、雁、昂、鄂、硬、碍”和古影母的“袄、欧、怄、暗、鸭、压、淹、安、案、轧、晏、恩、肮、厄、拗、哑、矮”等字，在普通话中都是零声母音节，地区各县都加了舌根鼻音声母[ŋ]、[ng]。
　　古疑母的另一部分字如“艺、仪、业、严、研、砚、仰、验、毅、宜、义”等，普通话也是零声母字，而该片都是[n]声母。
　　另外，属于“疑、影”两母的其它字，如“吴、五、屋、外、畏、委、瓦、挖、玩、婉、央、婴、拥”等，本地方言与北京一致，仍分别读为合口呼、撮口呼、齐齿呼的零声母音节。个别字如“偶”，有的县读[ŋ]声母，有的县读[n]声母，少数字如“鱼、虞、语、谚、颜、尧”等，已近似普通话，读零声母。
　　自成音节的鼻辅音：地区各县有两个鼻辅音自成音节，[n]和[ŋ]，即
　　“你”音[n]，“你们”音[n'tɕi]；另一个是双唇浊鼻辅音，贵池县城喊“妈”为“姆妈”，音[m'ma]。
　　2、不同点 一是受“赣语”的影响，全浊声母念送气音。古全浊声母的仄声字，普通话都念不送气音声母。区内的东至、宿松、岳西、怀宁、太湖、望江、潜山等县，多数念成送气音，这是“赣语”的语音特征，反映了“赣语”语音对各县的影响。不过，“赣语”是古全浊声母，不论平仄，一律念送气音，上述各县已不是“一律”，如在“赣语”应念送气音的“罢、棒、掉、跪、巨、杰、篆、皂、肚”等字，很多县已念成不送气音声母，这说明“赣语”特征的不完整，或其特征的逐渐被消磨。
　　至于贵池、桐城、枞阳以及安庆市，则完全不存在这一语音痕迹。
　　另外，东至、太湖、望江等县的局部地区有零星古来母字的声母由[l]转化为[t]的现象。如东至县的利安乡“良、凉、粮、梁、量、亮”等字，声母读为[t]，太湖、望江把 念成[ti]，“隶”音“帝”，“里”音“的”，“这里、城里、家里、夜里”中的“里”都读成“的”，这也是赣语的特征。
　　二是[l] [n]不分是江淮方言的影响。[l]与[n]的分混是北方方言内部的一般现象。普通话[l、n]不混，江淮次方言[l、n]不分。贵池、桐城、枞阳、安庆市，基本是[l、n]不分，有[n]无[l]，[l]念[n]，“老”念[nao]，“兰”念[nan]，“流”念[niu]，“宁”念[ling]，“了”念[niao]；怀宁、宿松、岳西、望江基本上[n、l]不混，表现为细音不分洪音分。
　　江淮方言的另一影响表现在舌尖后音[tʂ]、[tʂʰ]、[ʂ]与舌尖前音[ts]、[tsʰ]、[s]，以及舌面音[tɕ]、[tɕʰ]、[ɕ]的分混。这三组音的分混本是北方方言的内部特征，但在区内，这三组音的分化混合与北京音不一致，而且各县之间也互有差别，并分别影响到韵母，情况比较复杂。
　　
二、韵 母

　　
　　1、共同点 韵母的共同点主要表现在合口韵变化的一致性上，合口韵的变化及其多寡，这是北方方言的内部分歧，本方言片表现了相当的一致性。如：
　　丢失[u]介音，普通话中的[uo、un、uan、ui ]，多数在方言中无韵头[u]变成[o、en、an、ei]。如“多、罗”念成“[to、lo]”；“端、团、暖、官、宽、钻、算”等字，韵母由[uan]念为[on]；“敦、吞、论、尊、村、孙”的韵母由[un]念为[en]；“堆、推、最、翠、碎”的韵母由[uei]变为[ei]。值得一提的是，[l、n]与[ei]相拼的音节，有些县又把[ei]念成[uei]，加一个[u]韵头，如“内、类、雷”等字。[u]韵母变[ou]韵母，古遇摄合口一等字普通话念[u]韵母的，多数县念[ou]。如：
　　杜[tou]、图[tou]、炉[lou]、祖[zou]、醋[cou]、苏[sou]，只有贵池、东至、望江例外。
　　2、不同点 一是[u]及 [y]一类韵的存在是湖北“楚语”的典型特征。韵母中有一系列[y]一类韵，这本是“楚语”的特点，“楚语”通行地域在湖北东部黄冈地区、孝感地区共20余县。这一地区的黄梅、英山与本方言片的宿松、太湖、岳西连成一片，楚语的这一特征也由此渗透到本方言片各县。表现在普通话以[y]开头的撮口呼韵母和以[u]开头的合口呼韵母都念[u]及[y]一类韵母。宿松、岳西、潜山、桐城，几乎有楚语 [y]一类韵母的全部。如“女”念成 [ȵy]，“朱、除、书、儒、居、区、虚、鱼”的韵母也是 [y]，“抓、刷”的韵母念[ya]，“揣、帅”的韵母念[yai]，“决、缺、说”的韵母念 [ye]，“迫、吹、水”的韵母是[yei]，“专、川、拴、捐、圈、冤”的韵母为[yan]，“庄、床、双”的韵母念 [yang]。桐城、枞阳无后鼻韵母，但有入声，“竹、出、木、域”的韵母为 [y]。除以上各县外，与桐城交界的怀宁、枞阳以及东至、贵池等县，也或多或少存在[y]一类韵母，或在口语中[i、u、y]相互替代。
　　二是从前后鼻音韵尾的分混可看出江淮次方言的影响。本方言片古深摄、臻摄与古曾摄、梗摄字读音混同，后鼻韵母字[eng]、[ing]归入前鼻韵母[en]、[in]，这是江淮官话语音特征的最突出集中的表现。如针、争、深、生、根、耕、陈、程、森、僧，韵都是[en]；金、京、亲、青、心、星、彬、兵、频、平、民、名、林、玲，韵母都是[in]。更有桐城、枞阳两县，后鼻韵母全部归入前鼻音，体现出江淮官话的典型语音特征。
　　三，还有个别字的另读音，如
　　吃（饭），读[tɕʰiʔ]；　（过）去，读[tɕʰi]。
　　
三、声 调

　　
　　1、去声分阴阳的六个调类　宿松、岳西两县去声分阴阳，有入声，共有阴平、阳平、上声、阴去、阳去、入声6个调类：
　　阴平：丁、方、知、诗、梯、刚；
　　阳平：朋、承、穷、移、时、仇；
　　上声：猛、体、孔、整、五、忍；
　　阴去：半、替、控、臭、舜、意；
　　阳去：馒、洞、认、共、论、用；
　　入声：木、督、谷、触、惕、失。
　　2、去声分阴阳的六个调类　怀宁、望江、太湖、潜山四县去声分阴阳，共有阴平、阳平、上声、阴去、阳去、入声6个调类：
　　阴平：妈、方、天、高、诗、山；
　　阳平：平、同、虫、人、文、才；
　　上声：古、口、手、比、老、有；
　　阴去：抗、唱、发、日、浊；
　　阳去：共、阵、备、杰、白；
　　入声：怕、借、固、扣、兽。
　　去声分阴阳，这在省内、区内都属于较为特殊的语音现象，这一特征又与“楚语”完全一致。
　　3．去声不分阴阳的５个调　安庆市、东至、贵池的声调是5个，去声不分阴阳的，有入声：
　　阴平：刚、知、专、尊、丁、边；
　　阳平：房、田、穷、平、才、寒；
　　上声：古、短、手、比、九、女；
　　去声：正、大、共、树、到、汗；
　　入声：八、尺、舌、局、即、竹。
　　贵池城关，除入声外，其余4个调类的调值与北京音十分相近。贵池城关音家有“小北京”之称，与调值跟北京音相近关系极大。
　　4、去声不分阴阳的六个声调　桐城的声调为6个，与宿松、岳西不同的是去声不分阴阳，入声却分高低，也是6个调类：
　　阴平：诗、梯、衣、方；
　　阳平：时、题、移、房；
　　上声：使、体、以、反；
　　去声：世、替、义、范；
　　高入声：发、达、麦；
　　低入声：轴、熟、续；
　　桐城入声字中的一部分还带有一个特殊的边音韵尾[l]。
　　枞阳与桐城的声调，在调类与值方面大同小异，也是6个调类，部分乡也有高入声与低入声之分，入声也带[l]尾。
　　声调方面，本方言片与其它方言相比较而言，去声分阴阳，这既是赣语的特点，也是楚语的特点；赣语有入声，怀宁、望江、太湖、潜山无入声；赣语入声收[-t]、[-k]尾，本片区内的入声都收[ʔ]尾，表现了参差不齐的情况。
　　安庆地区处于“赣语”、“楚语”和“江淮次方言”的围绕之中。建国4０年，上述诸方言在交流中相互融合、相互渗透，各县都或多或少受到影响。由于语言本身发展的不平衡性，又由于“赣语”与“楚语”的特征本来就不突出，加上改革开放的影响，人员的流动性大，普通话势力的扩展，方言语音自然处在不断变化之中。这样，有的地区“赣语”色彩浓些，有的地方湖北“楚语”标志明显些，有的县市“江淮次方言”的特征更突出些，这些只是综合影响下的侧重点不同而已，不可能在其中划出十分明确而又截然分清的分界线。但由于普通话的推广，教育的普及，共同语北京音通过宣传媒介的熏陶，隶属北方方言的江淮官话的特征逐步在区内扩大，呈现出大面积江淮方言语音的一致性。

## 词汇
本方言词汇千差万别。有的与普通话不同，而在本区内是一致的，如“太阳”都叫“日头”；有的与普通话不同，各县之间也不一样。如“小孩儿”一词，安庆人叫“小伢[ŋa]”，潜山、桐城、枞阳人叫“小伢儿”，望江、岳西、太湖、怀宁人叫“小伢”，宿松人叫“滴滴伢儿”，贵池人“小妹[mi]”、“小把戏”。有一些词只流行于一个镇甚至一个乡，在部分地区并不通用，但表现了方言词汇的多彩多姿和区域特征。归纳起来分析，主要是在词形和词义两方面存在这样或那样的差异。
　　
一、词形相同，词义有别

　　
　　1、词义扩大　本方言中有一些词，从词形上看，与普通话完全一样，但从词义上看，它比普通话概括得更广些，包含的内容更丰富些。
　　窿：这个字在普通话里不能独立成词，它只能与“窟”组成单纯词“窟窿”，表示为“孔、洞”的意思。本方言中，
“窿”与其它词组成的词语，表示了比原来意义范围大得多的意思如：鼻~(鼻孔)　衫袖~(袖筒)　被窝~(被条的长筒形里面)　锅~(锅膛) 
　　驮：普通话中只有“用背负载”一个意思，本方言也扩大了，结果有：　挨（~打、~骂、~批）　借（~债、~钱、~高利贷）　承受（~霉、~名声）
　　巧：除有“灵巧”的含义外，还有“便宜、价钱不高”的意思。如：“~卖了”，“那里贵些，这里~一些”。 
　　团：本方言兼带“圆”字义：圆圈叫做“团轱辘子”，表示某东西圆圆的叫做“团摸摸的”。 
　　2、词义缩小　这一类词从字面上看也与普通话一样，但词的含义却比普通话的内容狭窄些、单一些、缩小些。如：
　　席子：普通话指“用苇蔑、草等编成平片的东西，用来铺炕、床、地或搭棚子等”。本区内称铺的草席才叫“席子”，苇蔑编的叫“芦席”，竹蔑编的叫“竹席”、“蔑席”或“罩子”。“席子”这个词所包含的内容比普通话小多了。
　　手爪：字面上应是“人手和鸟兽的脚”，普通话里没有这个词，方言中只保存了两个语素中的“人手”这个部分，“爪”的含义去掉了。例如“我要是偷你的就烂手爪子。”
　　面：普通话指“面条和面粉”，区内方言则仅指面条。
　　煤：普通话本来是指“古代植物在不通空气时在地下高温高压下所形成的黑色固体矿物”，如烟煤、无烟煤等。区内山区有些把上述物体连同木炭，称之为“炭”，而把家庭中烧饭或取暖时用熄火方式取得的剩余燃料用作引火备用的物体叫“煤”。 
　　3、词义转移　这类词的词形与普通话相同，但词义已另有所指。如下表：
　　香油：　普通话芝麻油，　本方言菜籽油；
　　皮子：　普通话皮革、皮毛，　本方言去籽棉花
　　无聊：　普通话因清闲而烦闷，　本方言下流、卑鄙；
　　电灯：　普通话白炽电灯，　本方言手电筒；
　　电火：　普通话里没有这个词，　本方言白炽电灯；
　　老爹：　普通话父亲，　本方言（1）丈夫，（2）已婚男人；
　　奶奶：　普通话祖母，　本方言（1）妻子，（2）已婚妇女；
　　爹爹：　普通话父亲，　本方言祖父；
　　爷爷：　普通话祖父，　本方言叔父；
　　媳妇：　普通话老婆，　本方言儿媳。
　　
二、词义相同、词形有别

　　
　　这一类别，就词义看与普通话完全相同，但词形却千差万别，有的是词形部分不同，有的是完全不同。
　　1、词义相同，词形部分不同
　　
　　一是词素相同，次序颠倒
　　公鸡——鸡公；　司机——机司；　不得了——了不得；
　　二是词素部分相同，部分不同
　　手帕——手捏子；　麻利——利索；　刁灵——机灵；
　　手腕——手颈子；　跳蚤——屹蚤、乌蚤；　松鼠——貂狸鼠。
　　三是附加成分的使用　附加成分即词缀，主要指前缀和后缀。在使用词缀方面，有的普通话使用，区内方言不使用；区内方言使用的，又是普通话不使用的，各地用与不用的情况也不尽相同。
　　普通话使用，方言不使用：
　　领子＝衣领；　袖子＝衫袖；　鸭子＝鸭；
　　裙子＝裙；　剪子＝剪刀；　蚊子＝蚊虫；
　　普通话不使用，方言使用：
　　妹妹＝妹子；　弟弟＝老弟；　眼镜＝眼镜子；
　　墙壁＝壁子；　东西＝东西子；　戏迷＝戏迷子；
　　哑巴＝哑巴子；　螃蟹＝蟹子；　知了＝知了子。
　　2、词义相同，词形完全不同
　　
　　一是来源于古汉语。在本方言里，保存了相当一部分只见于典籍而不见于现代书面语或普通话词语，这些词语古人曾经使用，如今活跃在本方言人们的口语里。如：
　　嬉[ɕi去声]：音“希”，　戏，义同“玩”。 
　　昼[tʂou去声]：音“咒”，就是“白天”意思。“上午”叫“上~”，“下午”叫“下~”。 
　　晏[ŋan去声]：音“岸”，“晚、迟”的意思。
　　嘻[ɕi阴平]：音“西”，“大喊大叫”的意思。
　　下[ha上声]：“哈”上声，本方言兼用来表示“差、弱、次”的意思。例如“他是个~人，都欺负他”，“冒牌子的都是~货”，“这个好些，那个~些”，“这场病把身体搞~着”，“他的评语比我还~些”。 
　　杪[miao上声]：音“藐”，有“木细枝”和“末端”两个意思，本方言却广泛运用“杪”的“末端、尖端”的含义造词，如“刀~子”，“针~子”，“笔~子”。 
　　“目氏 ”[ci阴平]：音“疵”，“看”的意思。
　　坼[ce去声] ：音“策”，“裂开缝隙”的意思。
　　埘[sai入声]：音“赛”，关养家禽的圈子。
　　囥[kʰaŋ去声]：音“亢”，隐藏。
　　牸[zi阴平]：音“资”，雌性牲畜。
　　衁[ʋaŋ轻声]：音“旺”，牲畜的血。
　　还有一些有音无形字普遍使用在本方言区的口语中，现列举如下
　　[kie阴平]：拿；　[lao去声]：动；　[nong去声]：软；　[kie阴平]：轻碰了一下；
　　[tou入声]：哄骗（小孩）[逗]；　拉[dai阴平]：自夸；　指[kan阳平]：指甲。
　　还有一些词语在本方言区的独特表示方法，如：
　　作声——说话；　停当——贤惠；　筋——血管；
　　歇伙——工作间的稍息，有时也指工作的停止。
　　二是语体风格的差异。由于文化素质的不同，学科专业的不同，口语与书面语的不同，形成了普通话与区内方言的差异。一些自然现象和生活现象，具有专业知识的人，能运用一定的科学术语，一般有文化水平的人，也能运用这些词语。但缺乏知识又不能解释这些自然现象和生理现象时，现象的外部特征就成了表达和命名的依据，这就出现了语言的文野之分，即书面语与口语的语体差异，后者就反映在方言词汇中。如区内不少人把“自行车”叫“钢丝车”，把“木偶戏”叫“扁担戏”，两者的差别就是语体风格不同。
　　例如一些关于自然现象的词汇：
　　落火球（陨石）；　天狗吃月（月蚀）；　扯豁（闪电）；
　　龙吊水（龙卷风）；　起蛟（山洪、泥石流）。
　　再看一些关于疾病的说法：
　　隔食病（食道癌）；　绞肠痧（阑尾炎）；
　　豆渣包（脂肪瘤）；　蛤蟆气（腮腺炎）；
　　冷饭迹（蛔虫斑）；　公鸭痨（咽喉病）；
　　乌蚤尿（雀斑）；　臭虫臊、射狐臊（狐臭）；
　　泡颈（甲状腺肿）；　黑头晕（梅尼尔氏症）；
　　打脾寒（疟疾）；　风明疸（荨麻疹）；
　　[tang阴平]粪精（感染上了粪毒、细菌、虫卵）。
　　三是事物本身对词形的影响。有些方言词，常常反映了人民对客观事物的不同感受，他们抓住事物的某些特征作命名的依据。这些特征，有的是形状，有的是声音与色彩，有的是物品的原料与制作方法，或特色、用途等等。在命名后经过约定俗成，为区内交流思想服务。如：
　　形状与比喻
　　丝瓜——网瓜、蟒瓜；　扁豆——月亮莱；　荸荠——土栗子；
　　蟾蜍——癞蛤蟆、癞大鼓；　蟑螂——油虫、灶蚂子；
　　蝴蝶——扬叶；　蝙蝠——檐老鼠；
　　蛇头子——四脚蛇；　蝌蚪——蛤蟆头。
　　色彩与声音
　　假面具——花脸壳子；　金针菜——黄花菜；　银杏——白果；
　　粘土——马肝土（颜色保马肝）；　黄鼠狼——黄雀翎；
　　杜鹃花——胭脂红、映山红；　蝉——知了；　蟋蟀——曲曲儿、嘁嘁子；
　　乌鸦——老鸹；　布谷鸟——发棵鸟、割麦插禾鸟。
　　四是因婉曲表达的需要。方言词语常常和当地的风俗民情密切相联系。由于各地的风俗习惯不同，说法也不一样，婉曲表达的词语，又往往带有一定的迷信色彩。民间普遍关注的“吉凶祸福”，特别在逢年过节，婚丧嫁娶办大事时，都祈求“大吉大利”，很忌讳说“破嘴话”，一些很平常的事物，都换上吉祥的说法，例如下列词语：
　　睡觉——升帐、纳福；　结婚——过喜事； 
　　怀孕——有喜、带喜；　怀孕反映——害喜；
　　猪头——元宝；　猪耳——顺风；
　　猪舌——口心、卷条；　猪肝——页子；
　　藕——通泰（通菜）；　马齿觅——平安菜。
　　反之，一些看来不吉利，不如意的事。也不直说，而用含蓄、暗示的方式加以掩饰。例如下列说法：
　　生病——不好过、不调和、不自在；　中药——香茶；
　　流血——产妇流血叫“见红”，鼻子流血叫“淌红”； 
　　死亡——年纪大的人死亡叫“过世了”；小孩死亡叫“不在了”。 
　　在一个环境里，人对人有爱憎之分，人们又以自己的传统观念作为评价好恶的标准来对别人加以褒贬，表现了鲜明的感情色彩。例如以下贬义词：
　　搅屎棍——胡搅蛮缠、挑拨是非、弄得大家不得安宁的人；
　　拖索猪——做事不利索、穿着马虎、不爱整洁的人；
　　过夫娘——再嫁女子。
　　呆[ŋai阳平]石磨——很呆板的人。
　　嚼 蛆——骂人胡说八道。
　　这些贬义词多数是偏见和愚昧的产物。带着这种见识，有时在一个人身上、一件事上，也都带有这种感情作用。同一个人死了，爱他的人说他“登仙了”，恨他的说他“翘辫子了”。“睡觉”这个普通的事，用吉利的说法是“没有升帐”（表示恭维），用咒骂人的说法就是“摊尸”、“挺尸”。自己的孩子，爱他的时候喊他“心肝”、“肉”，恨他的时候骂他是“讨债鬼”等等，感情色彩是十分明显的。

## 语法
一、词法

　　
　　1、代词
　　
　　一是人称代词。本地区人称代词的单数和复数的表达，都和普通话有较大差别。
　　第一人称代词的单数的“我”，与普通话只有语音上的细微差别，或叫[ŋo]、[ngo]上声。
　　第二人称代词单数的“你”，本方言词首为“倷”[n]、[en]上声，以一个舌尖前鼻辅音独立成音节，较为罕见。
　　第三人称代词单数的“他”、“她”，大多数县都叫“佢”[kie]阳平。
　　不过“倷”字和“佢”字不出现在书面上，只存在在口语中。
　　人称代词复数，普通话用“们”表示，区内不用“们”而分别用[ji几]、[ji'ga几家]来表示。
　　二是指示代词。普通话中的指示代词，包括指人和指事、指地方和事物几种，又分为近指和远指，近指远指习惯用“这”和“那”，区内方言的指示代词值得注意的是：
　　“这”和“那”的发音不同——“这”字念成[dæ]入声，而“那”念成[n]入声或者[wu]入声等。
　　三是疑问代词。疑问代词的差异如下：
　　谁：哪个（人）；　多少（数字）：几多；　怎么样：么样子；
　　什么事物：么东子；　什么地方：哪里[na'di]；
　　什么时间：么会子；　什么事情：么事。
　　2、时态助词与语气助词 普通话中有时态助词“着、了、过”。表动作、行为或状态的完成用“了”，表动作正在进行、状态正在持续用“着”，表动作行为或状态已成过去的用“过”。“着、了、过”语音形式不同。普通话中还有个语气助词“了”，用在句末，有成句作用。时态助词“了”与语气助词“了”，语音形式相同，故又分“了1”与“了2”。 区内方言的时态助词与语气助词有一些交叉的差异。
　　一是表示动作完成（相当于“了1”）与表示动作正在进行或状态正在持续（相当于“着”），语音形式相同；普通话中应用“了1”、“了2”的在区内方言中语音形式不同。如：
　　“风来着，雨来着，和尚背着鼓来着，媳妇点着火来着。”
　　这首儿歌中，只有“背着鼓”，“点着火”的“着”是表示动作持续的，其余四个“着”都表示动作的完成。这种在语法上以“着”代“了”的现象普遍存在：
　　动词后——吃着、人死着、灯来着、父母不在着。
　　动补后——碗打破着、菜太贵着、眼睛小着、伢大着就好着、人老着头毛也白着。
　　形补后——鞋大很着、天热死着、西瓜红透着。
　　以上的“着”，在普通话中都是“了”。这种语法表达方式，全地区一致，只是在发音上稍有不同，安庆念如“着”，桐城如“之”，在贵池如“子”，其余各县大致读如“得、达、在”，都是轻声。
　　二是普通话应该用“了2”（语气助词）或者“了1”、“了2”并用时，区内多用“着了”。如
　　吃着了；　老着了；　天冷起来着了 ；
　　人多起来着了；　我跑两趟着了；　书看三遍着了。
　　最后两例在分别表示动作已完成，事态又有变化时，才用“了”。 
　　书看着（了1）三遍了（了2）。
　　我跑着（了1）两趟了（了2）。
　　在表示事态略有变化，前面又有副词“快、要、该、就”等助词时才用“了”。 
　　快下班了；　水要开了；　该我上去了；　就要家去了。
　　在表示否定时也用“了”，如：
　　不吃了；　没有饭了；　莫骂了；　别打了。
　　三是在安庆市、贵池县等地，表示动作的完成，还用“着”、“过”、“了”的叠加形式来加重语气。比如表示完成吃饭的动作，可有以下加强语气说法：
　　吃着；　吃着了；　吃过着了；　吃过着了了。
　　最后一个例句前一个“了”重音，读[1iau]，后一个读轻声。
　　3、形容词的多种形式 本方言形容词的修饰成分与附加成分丰富多样，富有表现力，通俗生动，褒贬分明，如：
　　BA（的）式　单音形容词前加修饰。
　　前加名词——壁陡、梆硬、猫软、风嫩、瘟酸、蒙细、漆黑；
　　前加形容词——生疼、焦干、稀碎、精光、鲜甜、恶热、极乌、死冷；
　　前加动词——滚烫、飞开、刮毒、绷脆、拍满、拍饱。
　　ABB（的）式　单音形容词后附重叠词素修饰。
　　后附重叠名词——软猫猫、急猴猴、长腰腰、黄瓤瓤、黑洞洞、亮光光；
　　后附重叠形容词——干迸迸、光当当、寒凄凄、慢腾腾、火辣辣、红彤彤；
　　后附重叠动词——痒爬爬、烂抓抓、干蹦蹦、活跳跳、空捞捞、硬棒棒。
　　BBA（的）式　单音形容词前附重叠词素修饰。
　　前附重叠形容词——滴滴大、点点长、温温热。
　　
二、句 法

　　
　　１、补语的不同表达　普通话中的可能补语，通常紧挨动词谓语并放在宾语的前边。如：“我打得过他”。本方言相反，可能补语常在宾语之后，这往往在表示不可能的时候。如
　　我讲他不过，也打他不过；你赛他不过，也搞他不过；
　　他瞒你不例，也骗你不倒；我拉他不来，劝他不了。
　　2、双宾语的位置颠倒　普通话的宾语句中，一般都是指人的宾语在前，指物的宾语在后，如：“妈妈给我一块糖”。本方言有跟普通话相同的说法，也有不同的说法。不同在于将两个宾语的位置对调，即指物的宾语在前，指人的宾语在后。如：
　　他把本书我，我把文笔他；借五块钱我，还两块钱他。
　　还有将指物宾语放在句首、指人宾语放在句尾的，如：
　　戏票把你一张，柴把一担我，书把两本他。
　　3、与“把”字有关的句式　普通话用“把”组成的句子叫“把字句”，又叫“处置式”，本方言的这种句式与普通话一样。如“小偷把我钱包扒去着”、“他把本子撕破着”。 
　　但本方言还用“把”字组成其它句式，或还有其它用法。
　　一是组成被动句。普通话用“被”组成被动句，“被”字的作用是引进主动者，同时表明主语是被动者。本方言不使用专用介词“被”字，而是用“把”、“把在”、“给把”等引进施事（主动者），同时表明主语是受事（被动者），从而构成被动式。如：
　　我把你打，我把你打；我把你糙三下；碗把在他搭脱着；这棵树给把大风刮倒着。
　　因此，在有“把”字的句子里，必须分清是“把字句”还是“被动句”，这必须根据当时的语言环境进行分析，加以判断。
　　二是“把”字多功能。区内方言用“把”字时还有一些普通话所没有的含义和用法。如：
　　你把我写封信（替）；我把你出气（帮）；钱把你，莫再找我了（给）；
　　衣料把你，笔把我（送）；他早就把婆家了（嫁）；快点把奶，小好饿很着（喂）。
　　三是不同的估计方法。普通话中“把”字放量词或“百千万”等数字后面，表示约略估计区内方言与普通话有相同之处。如：
　　这个村子百把人；那棵树丈把高。
　　“百把”、“丈把”表示数字不大或一般状况区内方言在“把”后再加量词或数词，如：
　　他走年把年了，你还不晓得?　学生有百把百，实在坐不下了。
　　一天要条把条烟。上堤有万把万人，真多。
　　“年把年”，“百把百”，“条把条”，“万把万”都是强调数字大或程度高。
　　4、疑问句 区内方言在表示疑问时，有与普通话不同的疑问方式，即在谓语前加疑问副词“可”的办法表疑问，这种疑问句代替了是非疑问句和正反疑问句。如：
　　这话可是真的?那钱可是他的?你可看清楚了？你可认得他? 
　　他可讲来?可吃着?可看电影?外国佬可喜欢吃粑? 
　　5、比较句 普通话中的比较句，有相等式和不等式两种。相等式的说法，区内方言和普通话一样；不等式的“A十比十B十形容词”格式，区内方言也和普通话一样。但方言中还有两种不同的表达方式。
　　一是A十形容词十“过”或“似” 
　　火车快过汽车；他高过我；合肥大似安庆；小张大似小李
　　二是A十形容词十B十形补。如：
　　他高我一个头；我大他三岁；这条路长畏条一大截；大米多小米两包。
　　６、否定与肯定 区内方言在表示肯定和否定语气时，也有一些特殊的表示法
　　一是用否定词表肯定。如：
　　叫我不看电影，我非看；叫他莫吃生冷，他非吃；
　　他不也有花衣，他不穿；我不也是参军过后才工作的。
　　二是古语否定词口语化，如：
　　莫瞎讲；莫做亏心事；莫把他当外人待。
　　三是不同的否定方式，如：
　　我唱不来歌，讲个故事可好？（唱不来——不会唱）
　　他这个人讲不信，随他！（讲不信——不听话）